# Conocyathus formosus
Conocyathus formosus är en korallart som beskrevs av Stephen D. Cairns 2004. Conocyathus formosus ingår i släktet Conocyathus och familjen Turbinoliidae. Inga underarter finns listade i Catalogue of Life.